# NGC 1837
NGC 1837 (również ESO 56-SC59) – gromada otwarta, znajdująca się w gwiazdozbiorze Góry Stołowej. Należy do Wielkiego Obłoku Magellana. Odkrył ją John Herschel 3 listopada 1834 roku.